# ناثانيل فيك
ناثانيل فيك (بالإنجليزية: Nathaniel Fick)‏ هو ضابط أمريكي، ولد في 23 يونيو 1977 في بالتيمور في الولايات المتحدة.